# Stanislas Bizot
Stanislas Bizot (Nice, 22 december 1879 - Parijs, 2 juni 1950) was een Franse dammer die in 1901 debuteerde in damwedstrijden en in 1925 ongeslagen wereldkampioen werd in een toernooi te Parijs. Hij verloor de wereldtitel in 1926 aan Marius Fabre.

## Wereldkampioenschappen
Stanislas Bizot deed drie maal mee aan het toernooi om de wereldtitel, in 1925, 1928 en 1931. Daarnaast speelde hij in 1926 een match om de wereldtitel tegen Marius Fabre.
- WK 1925 - eerste plaats met 27 punten uit 18 wedstrijden, 4 punten voor Fabre die als tweede eindigde.
- WK 1926 - verloor in een match tegen Marius Fabre met 12-8 de wereldtitel.
- WK 1928 - zevende met 23 punten uit 22 wedstrijden.
- WK 1931 - tweede met 26 punten uit 18 wedstrijden, dit kampioenschap werd niet erkend door de Nederlandse Dambond.

1885-1894 Dussaut · 1895 Leclercq · 1899-1911 Weiss · 1912-1912 Molimard · 1912 Hoogland · 1925 Bizot · 1926, 1931-1932 Fabre · 1928 Springer · 1933-1938 Raichenbach · 1945, 1947 Ghestem · 1948-1954 Roozenburg · 1956 Deslauriers · 1958, 1959, 1961, 1963, 1965, 1967, 1974 Koeperman · 1960, 1964 Sjtsjogoljev · 1963 Sy · 1968-1971 Andreiko · 1972, 1973 Sijbrands · 1976, 1977, 1981, 1983-1984 Wiersma · 1978, 1980, 1984, 1985 Gantvarg · 1982 Van der Wal · 1986, 1987 Dybman · 1988-1993, 1995, 1996, 2001, 2005 Tsjizjov · 1994 Valneris · 1998, 2007, 2009, 2017, 2021 Sjvartsman · 2003-2004, 2006, 2011-2015, 2019 Georgiejev · 2016, 2018, 2022 Boomstra · 2023 Anikejev